# Viv Anderson
Vivian Alexander Anderson, meglio noto come Viv (Nottingham, 29 luglio 1956), è un allenatore di calcio ed ex calciatore inglese, di ruolo difensore.
È primatista di presenze (33) con il Nottingham Forest nelle competizioni calcistiche europee.
È stato il primo uomo di colore a giocare nella Nazionale inglese.

## Carriera
Viv debutta in Nazionale la sera del 29 novembre 1978, nell'1-0 inflitto dall'Inghilterra alla Cecoslovacchia, in una gara amichevole.
La sua carriera nelle squadre di club è legata in modo particolare al Nottingham Forest, la squadra della sua città, dove milita dal 1974 al 1984, metà della sua carriera, giocando 328 gare e segnando 15 gol. In questo periodo ottiene due Coppe dei Campioni, nel 1979 e 1980. Vince la finale contro l'Amburgo disputata il 27 maggio 1980 a Madrid.
Pochi giorni dopo si apre la fase finale, in Italia, dell'Europeo. Anderson gioca, delle 3 partite sostenute dall'Inghilterra, solo quella contro la Spagna, come sostituto di Phil Neal. Non gioca mai, invece, pur convocato, al mondiale spagnolo del 1982.
Passato all'Arsenal per 220.000 sterline, qui gioca fino al 1987, sommando 120 gare e 9 gol. in questo periodo gioca anche in Nazionale, segnando il suo primo gol nelle qualificazioni al Mondiale messicano, nell'8-0 inflitto ai turchi. Viene convocato per la fase finale ma anche stavolta non gioca mai. Eguaglia in ciò George Eastham (1962-1966) e Martin Keown (1998-2002). Nel 1987, contro la Jugoslavia, qualificazioni all'Europeo Tedesco del 1988, Anderson segna il suo secondo e ultimo gol in Nazionale. In Nazionale Anderson sommò 30 presenze e 2 gol.
A settembre del 1987 inizia la sua nuova avventura alle direttive di Alex Ferguson. Nel Manchester United Anderson gioca fino al 1990, sommando 54 gare e 3 gol.
A 37 anni passa allo Sheffield, dove in tre stagioni somma 70 presenze e 8 segnature. nel finale di carriera firma un contratto annuale col Barnsley (20 gare e 3 gol) e uno col Middlesbrough (2 presenze). Le ultime due stagioni sono da allenatore-giocatore, e nel Middlesbrough allenerà fino al 2001.
Dopo il ritiro ha gestito, insieme a Anthony Stewart Woodcock, altro ex calciatore, una agenzia di notiziari sportivi in Inghilterra. È stato inoltre impegnato nella gestione del Museo Calcistico Nazionale di Londra.

## Statistiche

### Cronologia presenze e reti in nazionale
| Cronologia completa delle presenze e delle reti in nazionale ― Inghilterra | Cronologia completa delle presenze e delle reti in nazionale ― Inghilterra | Cronologia completa delle presenze e delle reti in nazionale ― Inghilterra | Cronologia completa delle presenze e delle reti in nazionale ― Inghilterra | Cronologia completa delle presenze e delle reti in nazionale ― Inghilterra | Cronologia completa delle presenze e delle reti in nazionale ― Inghilterra | Cronologia completa delle presenze e delle reti in nazionale ― Inghilterra | Cronologia completa delle presenze e delle reti in nazionale ― Inghilterra |
| Data                                                                       | Città                                                                      | In casa                                                                    | Risultato                                                                  | Ospiti                                                                     | Competizione                                                               | Reti                                                                       | Note                                                                       |
| -------------------------------------------------------------------------- | -------------------------------------------------------------------------- | -------------------------------------------------------------------------- | -------------------------------------------------------------------------- | -------------------------------------------------------------------------- | -------------------------------------------------------------------------- | -------------------------------------------------------------------------- | -------------------------------------------------------------------------- |
| 29-11-1978                                                                 | Londra                                                                     | Inghilterra                                                                | 1 – 0                                                                      | Cecoslovacchia                                                             | Amichevole                                                                 | -                                                                          |                                                                            |
| 10-6-1979                                                                  | Stoccolma                                                                  | Svezia                                                                     | 0 – 0                                                                      | Inghilterra                                                                | Amichevole                                                                 | -                                                                          |                                                                            |
| 22-11-1979                                                                 | Londra                                                                     | Inghilterra                                                                | 2 – 0                                                                      | Bulgaria                                                                   | Qual. Euro 1980                                                            | -                                                                          |                                                                            |
| 18-6-1980                                                                  | Napoli                                                                     | Spagna                                                                     | 1 – 2                                                                      | Inghilterra                                                                | Euro 1980 - 1º turno                                                       | -                                                                          | 83’                                                                        |
| 10-9-1980                                                                  | Londra                                                                     | Inghilterra                                                                | 4 – 0                                                                      | Norvegia                                                                   | Qual. Mondiali 1982                                                        | -                                                                          |                                                                            |
| 29-4-1981                                                                  | Londra                                                                     | Inghilterra                                                                | 0 – 0                                                                      | Romania                                                                    | Qual. Mondiali 1982                                                        | -                                                                          |                                                                            |
| 20-5-1981                                                                  | Londra                                                                     | Inghilterra                                                                | 0 – 0                                                                      | Galles                                                                     | Torneo Interbritannico 1981                                                | -                                                                          |                                                                            |
| 23-5-1981                                                                  | Londra                                                                     | Inghilterra                                                                | 0 – 1                                                                      | Scozia                                                                     | Torneo Interbritannico 1981                                                | -                                                                          |                                                                            |
| 23-2-1982                                                                  | Londra                                                                     | Inghilterra                                                                | 4 – 0                                                                      | Irlanda del Nord                                                           | Torneo Interbritannico 1982                                                | -                                                                          |                                                                            |
| 2-6-1982                                                                   | Reykjavík                                                                  | Islanda                                                                    | 1 – 1                                                                      | Inghilterra                                                                | Amichevole                                                                 | -                                                                          |                                                                            |
| 4-4-1984                                                                   | Londra                                                                     | Inghilterra                                                                | 1 – 0                                                                      | Irlanda del Nord                                                           | Torneo Interbritannico 1984                                                | -                                                                          |                                                                            |
| 14-11-1984                                                                 | Istanbul                                                                   | Turchia                                                                    | 0 – 8                                                                      | Inghilterra                                                                | Qual. Mondiali 1986                                                        | 1                                                                          |                                                                            |
| 27-2-1985                                                                  | Belfast                                                                    | Irlanda del Nord                                                           | 0 – 1                                                                      | Inghilterra                                                                | Qual. Mondiali 1986                                                        | -                                                                          |                                                                            |
| 26-3-1985                                                                  | Londra                                                                     | Inghilterra                                                                | 2 – 1                                                                      | Irlanda                                                                    | Amichevole                                                                 | -                                                                          |                                                                            |
| 1-5-1985                                                                   | Bucarest                                                                   | Romania                                                                    | 0 – 0                                                                      | Inghilterra                                                                | Qual. Mondiali 1986                                                        | -                                                                          |                                                                            |
| 22-5-1985                                                                  | Helsinki                                                                   | Finlandia                                                                  | 1 – 1                                                                      | Inghilterra                                                                | Qual. Mondiali 1986                                                        | -                                                                          |                                                                            |
| 25-5-1985                                                                  | Edimburgo                                                                  | Scozia                                                                     | 1 – 0                                                                      | Inghilterra                                                                | Coppa Stanley Rous 1985                                                    | -                                                                          |                                                                            |
| 9-6-1985                                                                   | Città del Messico                                                          | Messico                                                                    | 1 – 0                                                                      | Inghilterra                                                                | Copa Ciudad de México 1985                                                 | -                                                                          |                                                                            |
| 16-6-1985                                                                  | Los Angeles                                                                | Stati Uniti                                                                | 0 – 5                                                                      | Inghilterra                                                                | Amichevole                                                                 | -                                                                          |                                                                            |
| 26-3-1986                                                                  | Tbilisi                                                                    | Unione Sovietica                                                           | 0 – 1                                                                      | Inghilterra                                                                | Amichevole                                                                 | -                                                                          |                                                                            |
| 17-5-1986                                                                  | Los Angeles                                                                | Messico                                                                    | 0 – 3                                                                      | Inghilterra                                                                | Amichevole                                                                 | -                                                                          |                                                                            |
| 10-9-1986                                                                  | Stoccolma                                                                  | Svezia                                                                     | 1 – 0                                                                      | Inghilterra                                                                | Amichevole                                                                 | -                                                                          |                                                                            |
| 15-10-1986                                                                 | Londra                                                                     | Inghilterra                                                                | 3 – 0                                                                      | Irlanda del Nord                                                           | Qual. Euro 1988                                                            | -                                                                          |                                                                            |
| 12-11-1986                                                                 | Londra                                                                     | Inghilterra                                                                | 2 – 0                                                                      | Jugoslavia                                                                 | Qual. Euro 1988                                                            | 1                                                                          |                                                                            |
| 18-2-1987                                                                  | Madrid                                                                     | Spagna                                                                     | 2 – 4                                                                      | Inghilterra                                                                | Amichevole                                                                 | -                                                                          |                                                                            |
| 1-4-1987                                                                   | Belfast                                                                    | Irlanda del Nord                                                           | 0 – 2                                                                      | Inghilterra                                                                | Qual. Euro 1988                                                            | -                                                                          |                                                                            |
| 29-4-1987                                                                  | Smirne                                                                     | Turchia                                                                    | 0 – 0                                                                      | Inghilterra                                                                | Qual. Euro 1988                                                            | -                                                                          |                                                                            |
| 9-9-1987                                                                   | Düsseldorf                                                                 | Germania Ovest                                                             | 3 – 1                                                                      | Inghilterra                                                                | Amichevole                                                                 | -                                                                          | 68’                                                                        |
| 27-4-1988                                                                  | Budapest                                                                   | Ungheria                                                                   | 0 – 0                                                                      | Inghilterra                                                                | Amichevole                                                                 | -                                                                          |                                                                            |
| 24-5-1988                                                                  | Londra                                                                     | Inghilterra                                                                | 1 – 1                                                                      | Colombia                                                                   | Amichevole                                                                 | -                                                                          |                                                                            |
| Totale                                                                     |                                                                            | Presenze                                                                   | 30                                                                         |                                                                            | Reti                                                                       | 2                                                                          |                                                                            |

## Palmarès

### Club

#### Competizioni nazionali
- Campionato inglese: 1

Notthingham Forest: 1977-1978
- Coppa di Lega inglese: 3

Notthingham Forest: 1977-1978, 1978-1979
Arsenal: 1986-1987
- Charity Shield: 2

Notthingham Forest: 1978
Manchester United: 1990
- Coppa d'Inghilterra: 1

Manchester United: 1989-1990

#### Competizioni internazionali
- Coppa dei Campioni: 2

Notthingham Forest: 1978-1979, 1979-1980
- Supercoppa UEFA: 1

Notthingham Forest: 1979